# Arif Mirzoýew
Arif Mirzoýew (né le 13 janvier 1980 à l'époque en RSS du Turkménistan et aujourd'hui au Turkménistan) est un footballeur international turkmène, qui évoluait au poste d'attaquant.

## Biographie

### Carrière en club
Arif Mirzoýew joue en Azerbaïdjan, au Turkménistan, et en Ouzbékistan.

### Carrière en sélection
Arif Mirzoýew reçoit 21 sélections en équipe du Turkménistan entre 2003 et 2009, inscrivant quatre buts.
Il participe avec cette équipe à la Coupe d'Asie des nations 2004 organisée en Chine. Lors de cette compétition, il joue trois matchs : contre l'Arabie saoudite, l'Irak, et l'Ouzbékistan.
Il dispute également les éliminatoires du mondial 2002, les éliminatoires du mondial 2006, et les éliminatoires du mondial 2010. Il inscrit un but lors de ces éliminatoires.

## Palmarès
| Neftchi Bakou - Championnat d'Azerbaïdjan : - Vice-champion : 2001-02.                                                |  | Nisa Achgabat - Championnat du Turkménistan (1) : - Champion : 2003. - Vice-champion : 2004. - Coupe du Turkménistan : - Finaliste : 2003. |  | FC Balkan \| - Championnat du Turkménistan (2) : - Champion : 2011 et 2012. - Supercoupe du Turkménistan (1) : - Vainqueur : 2011. \| \| - Coupe du président de l'AFC (1) : - Vainqueur : 2013. \| |
| - Championnat du Turkménistan (2) : - Champion : 2011 et 2012. - Supercoupe du Turkménistan (1) : - Vainqueur : 2011. |  | - Coupe du président de l'AFC (1) : - Vainqueur : 2013.                                                                                    |  | |